# 克里斯·蔡尔兹
克里斯·蔡尔兹（英語：Chris Childs，1967年11月20日—），美国NBA联盟前职业篮球运动员。